# 郑成龙
郑成龙（1985年1月4日—），出生于韩国济州特别自治道济州市，足球运动员，现效力于J联赛球队川崎前鋒，他曾是韩国国家队的成员。

## 俱乐部生涯
2003年，郑成龙在浦项制铁开始职业足球生涯，前三个赛季一直是队内的第三门将，没有获得出场机会。2006年开始郑成龙才获得了在K联赛出场的机会。
2008年2月，在浦项制铁没有得到太多出场机会的郑成龙转投城南一和。由于城南一和主力门将金龙大服兵役加盟光州尚武，郑成龙在该赛季立刻成为球队主力。
2011年1月，郑成龙离开了无缘在2011年寻求卫冕的亚冠冠军的城南一和。他和水原三星签下了一份年薪8亿韩元的5年合约，加上一系列的出场津贴等待遇加在一起约合10亿韩元，郑成龙的转会也创下了韩国国内球员转会费的新高。
2016年1月1日，郑成龙从水原三星加盟川崎前锋，此後逐渐成为球队主力门将，為球隊2017與2018赛季日职联冠軍的重要一員。
2020赛季郑成龙随队获得日职联和日本天皇杯双冠王。同时，郑成龙还被评选为2020赛季日职联最佳门将。

## 国家队生涯
郑成龙曾经代表韩国国奥队参加2008年北京奥运会。2008年1月30日，郑成龙在和智利的比赛中第一次代表国家队出场。
2010年世界杯预选赛中，他为韩国队出场7次，是队内出场次数最多的门将。2010年南非世界杯郑成龙成为韩国队的主力门将，但亦因此被指責成為韓國隊在16強出局的罪人。
2011年亚洲杯，他隨韩国队获得季军。

## 外部連結
- 郑成龙的X（前Twitter）
- 郑成龙的Instagram帳戶